# Michipicoten River
Michipicoten River ist ein Fluss im Algoma District im Norden der kanadischen Provinz Ontario.
Er hat seinen Ursprung im Dog Lake. Er fließt in südlicher Richtung zur Michipicoten Bay des Oberen Sees, wo er sich nahe der Stadt Wawa mit dem Magpie River vereinigt. Der Fluss hat einschließlich des Lochalsh River von dessen Ausfluss aus dem Wabatongushi Lake eine Gesamtlänge von 113 km sowie ein Einzugsgebiet von 5200 km².
Der Flussname bedeutet in der Sprache der Ojibwe so viel wie „großes Steilufer“ und bezieht sich auf die Hügel nahe der Flussmündung.
Vom Dog Lake fließt der Michipicoten River in südlicher Richtung.
Dabei durchfließt er eine Reihe von größeren Seen: Manitowik Lake und Whitefish Lake.
Danach fließt er überwiegend in westlicher Richtung zum Oberen See.
Es gibt vier Wasserkraftwerke an diesem unteren Flusslauf. Diese werden von Brookfield Power Inc. betrieben.

## Zuflüsse
Zuflüsse des Michipicoten River sind:
- Anjigami River
- Shikwamkwa River
  - Jackpine River
- Hawk River
- Dog Lake
  - Murray Creek
  - Dog River
  - Lochalsh River
    - Wabatongushi Lake

## Geschichte
Zu Zeiten des Pelzhandels bildete der Fluss einen Zugangsweg zur James Bay, der über
die beiden weiteren Flüsse Missinaibi River und Moose River führte. Pierre-Esprit Radisson und Médard des Groseilliers
sind wahrscheinlich die ersten Entdecker, die diese Route wählten.
Anfang des 18. Jahrhunderts wurde an der Flussmündung ein französischer Handelsposten errichtet.
Die Hudson’s Bay Company (HBC) begann in den 1770er Jahren mit dem Bau mehrerer Handelsposten entlang der Handelsroute. Der Posten bei Michipicoten River bestand bis 1904 und ist heute Teil des Michipicoten Post Provincial Parks.
1781 studierte der HBC-Landvermesser Philip Turnor den Fluss. Es folgten eine Reihe von Verbesserungen der Portagen entlang des Flusslaufs.
Nach 1821 bildete die Moose-Missinaibi-Michipicoten-Route den Hauptnachschubweg des Lake Superior Districts von HBC.

## Wasserkraftwerke
Vier Wasserkraftwerke werden von Brookfield entlang dem Michipicoten River betrieben.
In Abstromrichtung sind das:
| Name              | Fertig- stellung | Leistung [MW] | Anzahl Turbinen | hydraul. Potential [m] | Reservoir      | Betreiber  |
| ----------------- | ---------------- | ------------- | --------------- | ---------------------- | -------------- | ---------- |
| Hollingsworth     | 1959             | 23            | 1               | 34                     | Whitefish Lake | Brookfield |
| McPhail           | 1954             | 13            | 2               | 14,33                  | n/a            | Brookfield |
| Robert A. Dunford | 1908/2003        | 45            | 2               | 14                     | n/a            | Brookfield |
| Scott Falls       | 1952             | 22,4          | 2               | 23,3                   | n/a            | Brookfield |